# Ivan Moisejev
Ivan Vasiljevič Moisejev (rusky Иван Васильевич Моисеев; 1952, Volintiri – 16. července 1972, Kerč) byl ruský baptista a mučedník pro víru.

## Život
V listopadu 1970 nastoupil povinnou vojenskou službu, kde byl pro svou křesťanskou víru perzekvován a nakonec po mučení zavražděn utopením.